# ایوا هنگر
ایوا هنگر (انگلیسی: Eva Henger؛ زاده ۲ نوامبر ۱۹۷۲) بازیگر پورنوگرافی اهل مجارستان است.